# Hóbagoly
A hóbagoly (Bubo scandiacus) a madarak (Aves) osztályának bagolyalakúak (Strigiformes) rendjébe és a bagolyfélék (Strigidae) családjába tartozó faj.
2002-ig a Nyctea nemhez tartozott, melynek egyetlen képviselője volt. Taxonómiailag eléggé izolált fajnak tartották, bár az uhufajokkal való közeli rokonságát már régóta tudták a rendszerezők.
A 2002-ben lefolytatott molekulabiológiai vizsgálatok kiderítették, hogy valójában a Bubo nemhez tartozik. A nemen belül legközelebbi rokon fajai az amerikai uhu (Bubo virginianus) és a Magellán-uhu (Bubo magellanicus).
(Néhány régebbi rendszer még a régi Nyctea scandiaca alakot használja.)
Külső megjelenésében az uhufajoktól főleg a fehér tollazatával és a tollakkal borított csüdjével és lábujjaival különbözik. Ezek a bélyegek a sarkvidéki klímához és élőhelyhez való alkalmazkodás folyamán alakultak ki a fajnál.

## Előfordulása, élőhelye
A bagolyfélék családjából a hóbagoly él a legészakabbra és az egyetlen faj a családból, amelyik a tajgaövnél északabbra költ.
Az északi-sarkkör területén költ cirkumpolárisan, Izlandtól és Skandináviától keletre Kelet-Szibériáig, valamint Alaszkában, Kanadában és Grönlandon is. 
Költőterületének legdélebbi pontja Norvégia magashegységi területein van.
1967 és 1975 között a Shetland-szigeteken is költött.
Elterjedési területén belül olykor jelentős mértékben vándorol, ott költ, ahol kellő mennyiségű táplálékot talál. Elsősorban fő táplálékállatainak, a lemmingek mennyiségének függvényében fordul elő egy adott területen.
Állandó jelleggel nem vonul, de különösen hideg, hóban gazdag teleken, vagy ha lemmingek populációja a gradáció után összeomlik délebbre vándorolhat. Elsősorban a fiatal, még párba nem állt madarak elég kóborló természetűek. 
Időnként előfordulhatnak kóborló egyedei Oroszország középső részén, Közép-Ázsiában, Mandzsúriában vagy az Amerikai Egyesült Államok északi tagállamaiban is. Néha egy-egy egyed Közép-Európában is feltűnik, de sosem maradnak tartósan ennyire délre a költőterületektől.
Gyér növényzetű, nyílt területeken, tundrán, füves, lápos területeken fordul elő, az erdős élőhelyeket többnyire elkerüli.

### Kárpát-medencei előfordulása
Magyarországon rendkívül ritka kóborló.

## Megjelenése
Méretben majdnem eléri az uhu (Bubo bubo) nagyságát. A kifejlett egyedek testhossza 52–70 centiméter, szárnyfesztávolsága 126–145 centiméter. A tojó egy ötödével nagyobb, mint a hím. A hím egyedek 52–64 centiméter hosszúak, míg a tojók 60–70 centiméteresek is lehetnek. A testtömeg alakulása is hasonló a két ivarnál. A kifejlett hóbaglyok tömege 0,7–3 kilogramm közötti. A kisebb testű hímek tömege 0,7–2,5 kilogramm, míg a testesebb tojók 0,8–3 kilogramm tömegűek.
A hím tollazata majdnem teljesen fehér. A tojó tollazata fehér, sötéten mintázva, ami jó álca költéskor. A fiókák tollazata szürke színű.
Feje – mint minden bagolyfajé – kerek. Fekete csőrének tövét sűrűn beborítják az apró pehelytollak. Szemei sárga színűek.
Lábait egészen a lábujjakig sűrű, fehér tollazat borítja. Ezzel a tollazattal mintegy hócipőszerűen védi lábait a hideg ellen, miközben a havon ül.

### Hangja
A hóbagoly a költési időszakon kívül nagyon hallgatag madár. A párkeresés során a hímek elég hangosak. Főleg egy hangos, érdes hangzású károgáshoz hasonló, illetve egy mély hangzású „hu” hangot adnak ki, mely a tojókat hívja, és a revír foglaltságát is jelzi a többi hím egyednek. Ezen hívóhangot a tundrán több kilométeres távolságból is hallani lehet. A párkeresési időszak alatt a tojó is ad ki olykor károgó jellegű hangot, de ez mindig jóval halkabb, mint a hímek kiáltása.
Ezeken kívül többféle hang is szerepel a hóbagoly hangrepertoárjában. A fiókák sziszegő hangon követelik az ételt a szülőktől. A szülők kotkodácsolásra emlékeztető hangon hívják fel a veszélyre a fiókák figyelmét, és hangos hangon kiáltoznak, ha költés közben zavarják meg őket.

## Életmódja
Éjszakai ragadozómadárként elsősorban szürkületkor, de ritkábban nappal is vadászik. Többnyire magányosan él. A szaporodási időben erőteljesen territoriálisak, a területüket a hímek hangjelzéssel és fenyegető testtartással védelmezik vetélytársaikkal szemben. A territórium nagysága a területen fellelhető táplálékmennyiségtől függ. A hóbagoly elterjedési területének nagy részén költözőmadár, télen a hideg északi területekről délebbre vándorol. Természetes ellenségei a rókák, szürke farkasok és a nagy termetű ragadozómadarak.
A hóbagoly ragadozó, táplálékát elsősorban kis termetű rágcsálók (például lemmingek, egerek, patkányok, mókusok és egyebek) alkotják, de elkapja a nagyobb termetű nyulakat is. A nála kisebb termetű madarak sincsenek biztonságban tőle, hiszen a fácánokat, alpesi hófajdokat, récéket, ludakat, sirályokat és énekesmadarakat is elfogyasztja. Alkalmanként halat is zsákmányol, de nem veti meg a dögöt sem. Vadászat során egy nyílt terület legmagasabb pontján várakozik a közelben felbukkanó prédára. Lényegében teljes vadászterületét belátja egy helyben ülve, hiszen fejét 270°-ban képes körbefordítani. A nem emészthető csontokat, szőrt, tollazatot nagyméretű, hengeres köpet formájában öklendezi vissza.

## Szaporodása

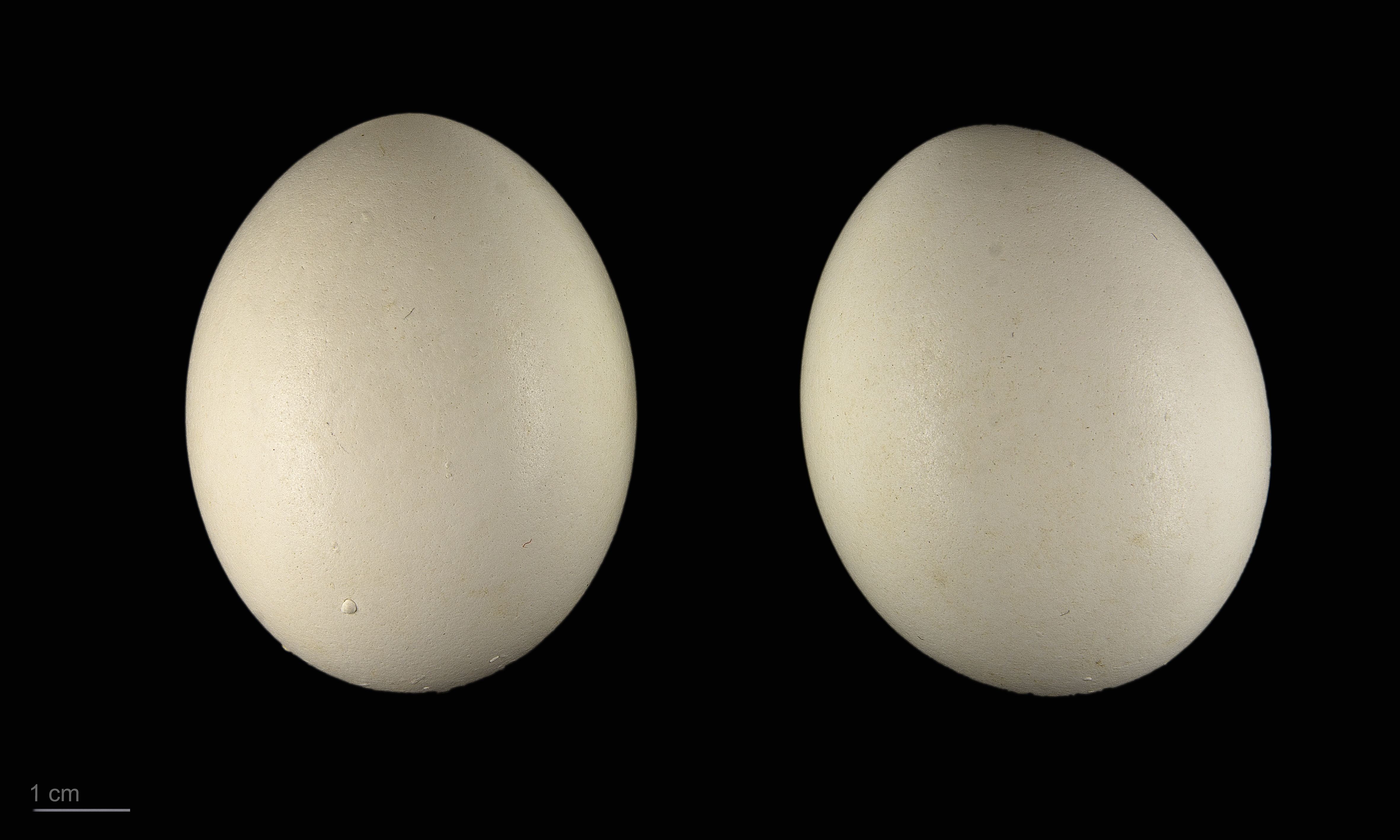
Bubo scandiacus

Egész életre szóló párkapcsolatot alkot. Kétévesen lesz ivarérett, a költési időszak májustól szeptember közepéig tart, a pontos idejét a táplálék bősége határozza meg.
A hím az udvarlás során előbb egy "légi bemutatót" tart, gyakran zsákmánnyal a csőrében vagy a karmai között. Majd a földre leszállva folytatja a násztáncot, melynek végén zsákmányát a nőstény elé helyezi. Ritkán előfordul az is, hogy a zsákmányt repülés közben adja át a tojónak. A hím által foglalt territóriumban a nőstény választja ki a fészek helyét, mely valamilyen kisebb magaslat, dombocska. A nőstény ennek a kis magaslatnak a felszínén kis mélyedést kapar, és ebbe rakja tojásait anélkül, hogy bármivel kibélelné.
A tojó 3-11 sima, csillogóan fehér tojást rak, melyen 32-34 napot ül. A tojó az első tojás lerakása után már ül a tojásokon. A kikelt fiókákról mindkét szülő gondoskodik. Azokban az években, amikor kevés a zsákmányállat, a hóbagoly lemond a költésről, és nem nevel utódokat.
A fiókák körülbelül 25 nap után kezdenek repülni, és 5-7 hetes korukban kezdenek el saját maguk vadászni. Fiókáit agresszívan védi, még az emberre is képes rátámadni a saját revírjén belül.
Szabadon 15 évet él, de fogságban elérte a 28 évet is.

## Természetvédelmi helyzete
A hóbagoly populációja stabilnak tűnik, a becslések szerint a vadon élő állománya mintegy 290 000 egyedre tehető. Az ember vadászik rá húsáért, valamint trófeájáért is. A hóbaglyokat gyakran éri baleset az emberi tevékenységekből adódóan: elütik őket, illetve magasfeszültségű vezetékeknek repülnek.
Korábban Kanadában a telelőterületen nagyszámú egyedet lőttek le, elsősorban trófea céljából. Ma ott hivatalosan védett faj, de illegális kilövések kis számban, de olykor ma is előfordulnak. Alaszkában és Kanadában a sűrűbben lakott részeken elég gyakori a tehergépjárművekkel való ütközés. Ez azonban lényeges nem befolyásolja a faj adott régióban élő állományát. Skandináviában egy enyhén fogyatkozó trend figyelhető meg a hóbagoly állományában, ami részben a klímaváltozásra vezethető vissza, részben pedig az élőhelyeken a fokozódó emberi zavarással lehet összefüggésben.
A fajt a Természetvédelmi Világszövetség Vörös Listáján a „sebezhető” kategóriába sorolja. A fenti veszélyforrások ellenére elterjedési területe óriási, és még nagyon sok, az ember által alig háborgatott részei vannak, ahol a faj biztonságban élhet.

## Hóbagoly az állatkertekben
Európában az Európai Állatkertek és Akváriumok Szövetsége felügyelete alá tartozó Európai Veszélyeztetett Fajok Programja (EEP) keretében tenyésztik a faj egyedeit.
A hóbaglyok a sarkvidékek élővilágának egyik leggyakoribb képviselői az állatkertekben, mint az egyetlen bagolyfaj, mely az arktikus körülményekhez alkalmazkodott. Az állatkerti ismeretterjesztésben a nappali életmódhoz való alkalmazkodása révén tölt be fontos szerepet, mely a legtöbb bagolyfajtól megkülönbözteti. Az európai állatkertekben az egyik leggyakrabban látható bagolyfaj, Magyarországon is több helyen találkozhatunk vele: így a Fővárosi Állat- és Növénykertben, a Kittenberger Kálmán Növény- és Vadasparkban, a Nyíregyházi Állatparkban, a Debreceni Állatkertben és a Győri állatkertben is látható.

## Érdekesség
A hóbagolyról egy utcát neveztek el Budapest XVII. kerületében, a Madárdombon.
Hóbagoly a gúnyneve Boross Péter volt miniszterelnöknek.
Hedvig, Harry Potter baglya egy hóbagoly J. K. Rowling regénysorozatában.
Jules Verne Fekete Indiák című regényében Silfaxot egy megszelídített hóbagoly segítette munkájában.
Québec kanadai tartomány hivatalos madara.

## Képek

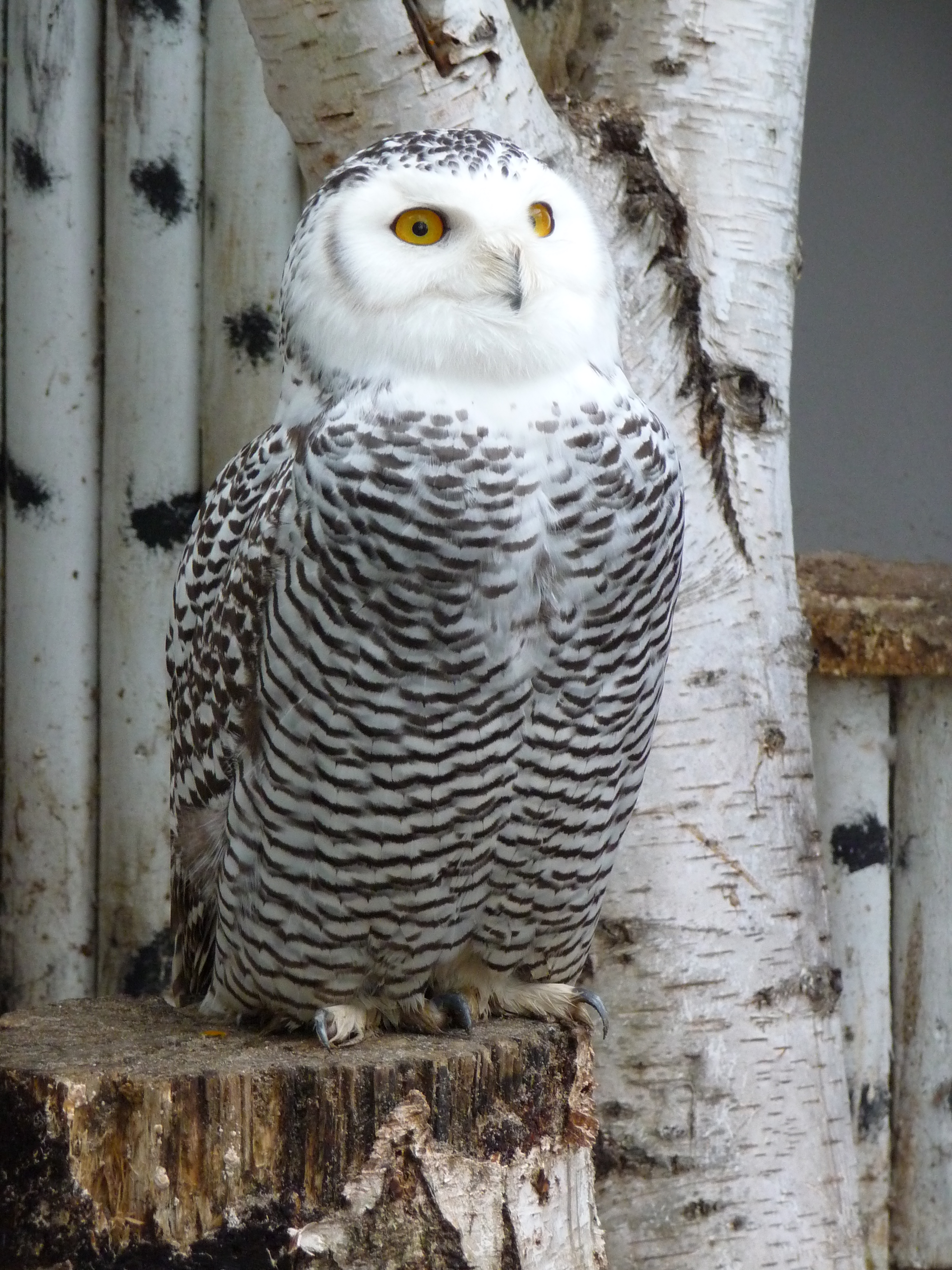
Tojó hóbagoly
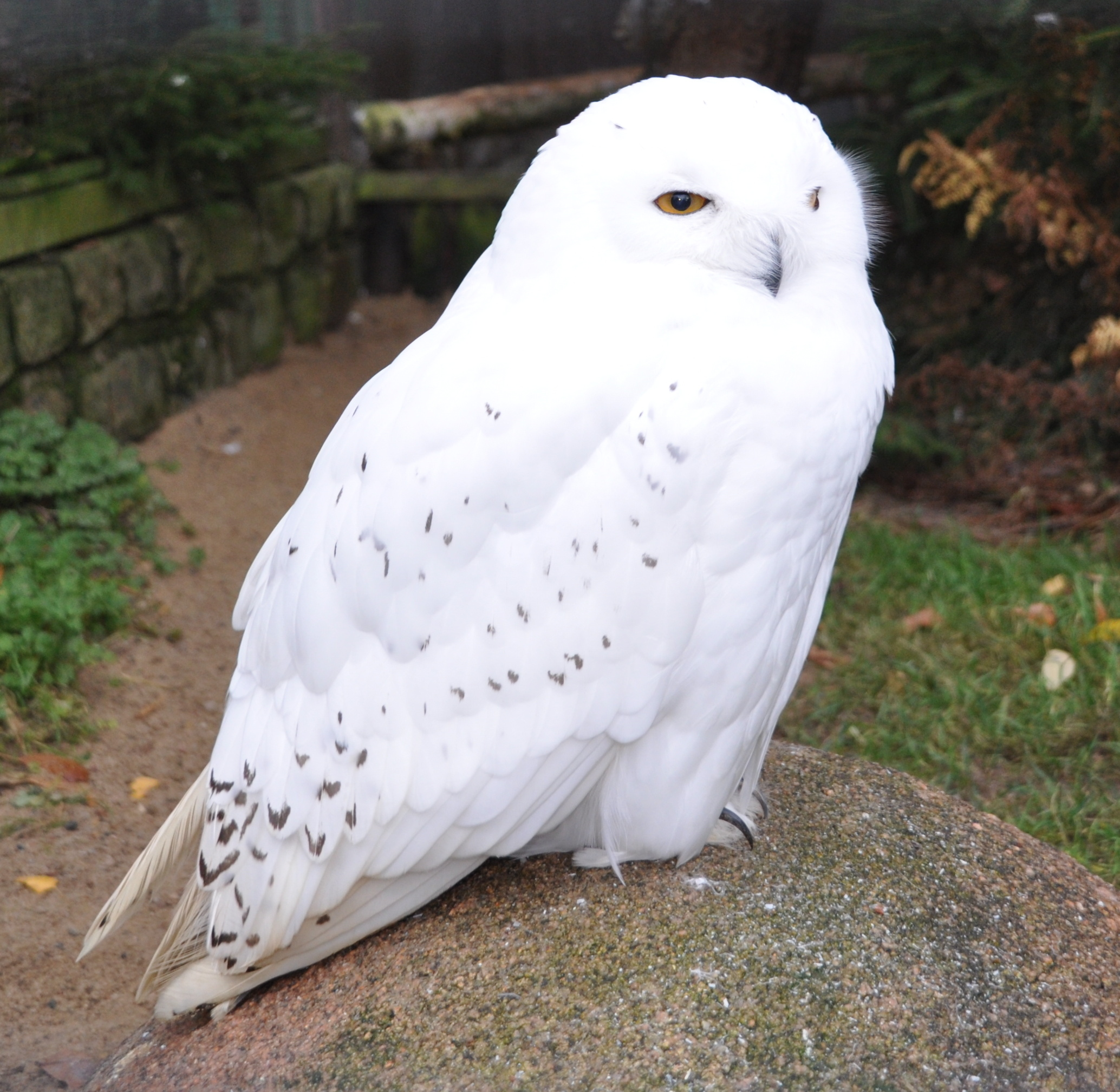
Hím hóbagoly
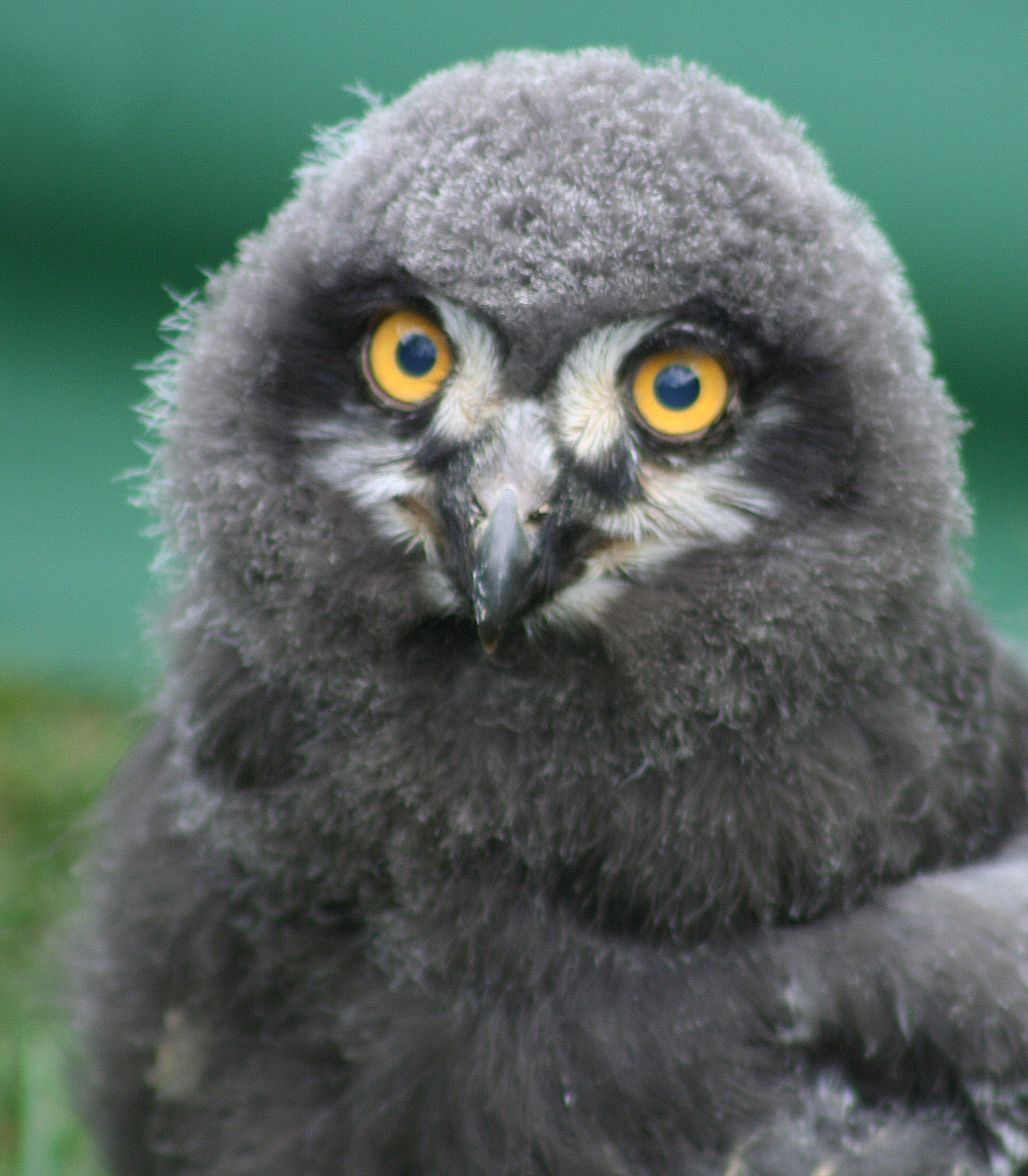
Fióka
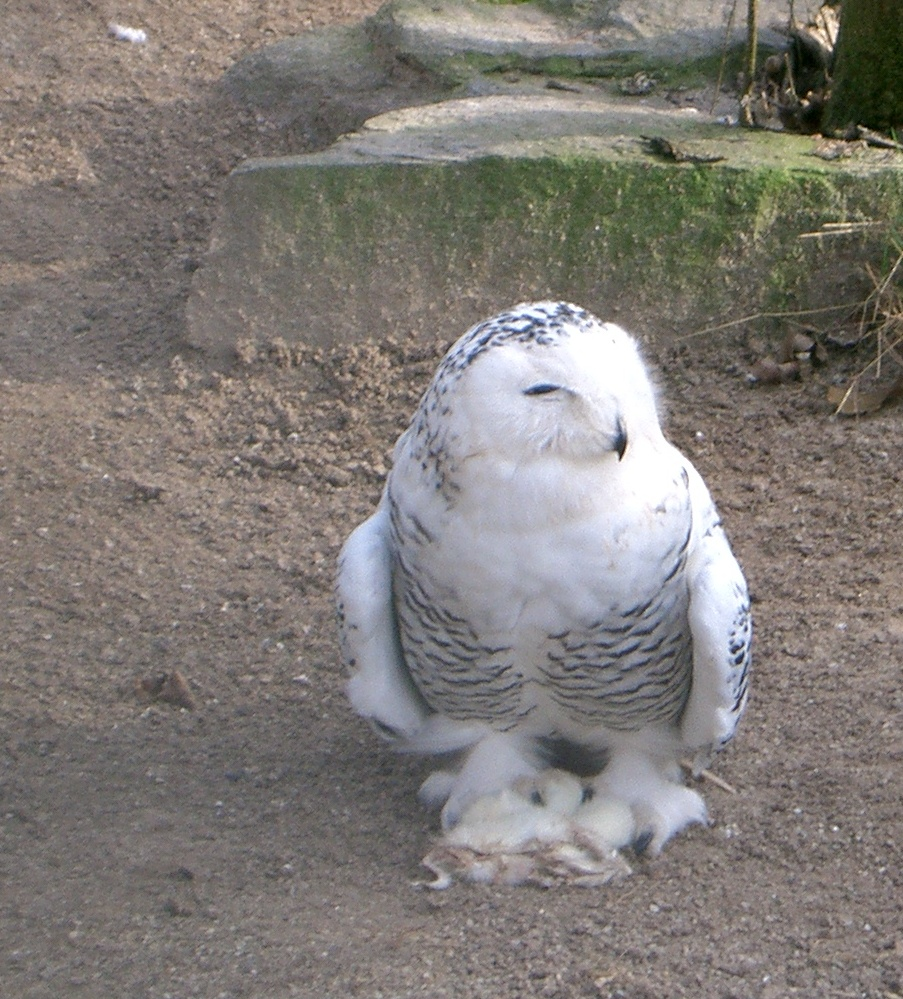
és felnőtt
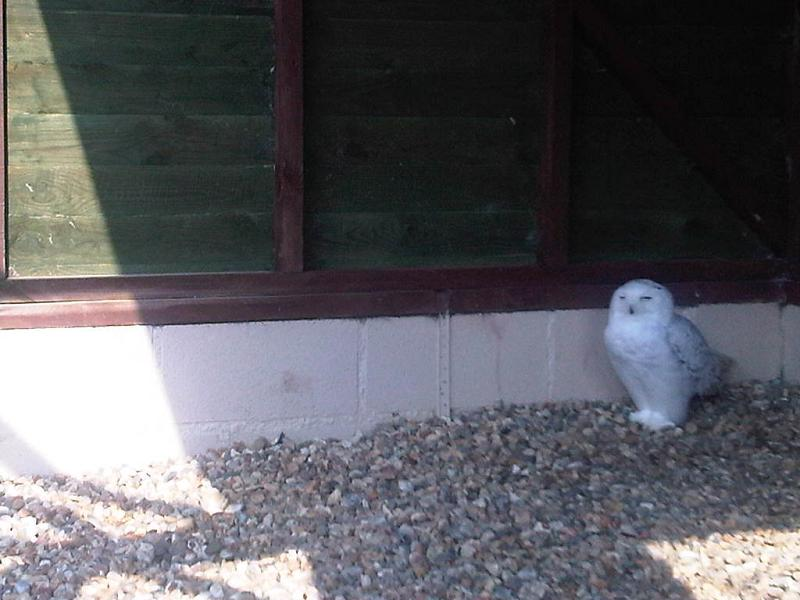
Hóbagoly az angliai Wight-sziget állatkertjében

### Fordítás
- Ez a szócikk részben vagy egészben  a   Schnee-Eule című német Wikipédia-szócikk fordításán alapul.  Az eredeti cikk szerkesztőit annak laptörténete sorolja fel. Ez a jelzés csupán a megfogalmazás eredetét és a szerzői jogokat jelzi, nem szolgál a cikkben szereplő információk forrásmegjelöléseként.